# Kumhausen
Kumhausen település Németországban, azon belül Bajorországban. Lakosainak száma 5711 fő (2023. december 31.). Kumhausen Landshut, Adlkofen, Geisenhausen, Altfraunhofen, Vilsheim és Tiefenbach községekkel határos.

## Népesség
A település népessége az elmúlt években az alábbi módon változott:
| Lakosok száma | 2225 | 3047 | 5106 | 5200 | 5330 | 5351 | 5419 | 5421 | 5629 | 5711 |
|               | 1970 | 1975 | 2011 | 2012 | 2014 | 2015 | 2017 | 2019 | 2022 | 2023 |